# Nižnjaja Ters'
Il Nižnjaja Ters' (in russo  Нижняя Терсь?; Ters' Inferiore) è un fiume della Russia, nella Siberia occidentale, affluente di destra del Tom'. Scorre nel Novokuzneckij rajon dell'Oblast' di Kemerovo.

## Descrizione
Il Nižnjaja Ters' scende dai monti Kuzneckij Alatau. La lunghezza del fiume è di 110 km, l'area del bacino è di 1 210 km². La sua portata media annua, a 30 km dalla foce, è di 40,62 m³/s. È un tipico fiume di montagna che scorre per un lungo tratto in una stretta valle. Nella parte bassa scorre a sud-est della catena Saltymakovsky (хребт Салтымаковский). Sfocia nel Tom' a 474 km dalla sua foce. La caduta totale del fiume dalla sorgente alla foce è di oltre 500 metri. 
Il fiume si trova nel territorio della riserva naturale «Kuzneckij Alatau».